# Clarisa Fernández
Clarisa Fernández (n. el 28 de agosto de 1981 en la ciudad de Córdoba, Argentina) es una ex tenista argentina. Actualmente reside en la misma ciudad. Profesional desde el año 1998, Clarisa se retiró de la práctica del tenis en 2008. En 2013, se recibió de Licenciada en Administración de Empresas en la Universidad Católica de Córdoba, se especializa en Marketing y Ventas. Actualmente trabaja en Mundo Maipú, como Gerente de Atención al Cliente.

## Torneos WTA (0)

### Individuales

#### Clasificación en torneos del Grand Slam
| Torneo                 | 2008 | 2007 | 2006 | 2005 | 2004 | 2003 | 2002 | 2001 | Títulos |
| ---------------------- | ---- | ---- | ---- | ---- | ---- | ---- | ---- | ---- | ------- |
| Abierto de Australia   | 1r   | 1r   | -    | -    | 1r   | 3r   | 1r   | -    | 0       |
| Roland Garros          | -    | -    | 1r   | 2r   | -    | 2r   | SF   | -    | 0       |
| Wimbledon              | -    | -    | 2r   | -    | -    | 1r   | 2r   | 1r   | 0       |
| US Open                | -    | -    | 1r   | -    | -    | 1r   | 1r   | -    | 0       |
| WTA Tour Championships | -    | -    | -    | -    | -    | -    | -    | -    | 0       |

## Títulos ITF (7)

### Individuales

#### Ganados (7)
| N.º | Fecha                   | Torneo        | Superficie    | Oponente en la final | Resultado     |
| --- | ----------------------- | ------------- | ------------- | -------------------- | ------------- |
| 1.  | 12 de octubre de 1997   | Montevideo    | Tierra batida | Celeste Contin       | 7-6(4), 6-4   |
| 2.  | 18 de julio de 1999     | Sezze         | Tierra batida | Mihaela Moldovan     | 6-2, 6-3      |
| 3.  | 7 de enero de 2001      | São Paulo     | Dura          | Seda Noorlander      | 6-3, 6-1      |
| 4.  | 8 de julio de 2001      | Orbetello     | Tierra batida | Martina Suchá        | 6-4, 2-6, 7-5 |
| 5.  | 23 de enero de 2005     | Miami         | Dura          | Yanze Xie            | 6-4, 6-2      |
| 6.  | 5 de marzo de 2006      | Clearwater    | Dura          | Alberta Brianti      | 7-5, 6-2      |
| 7.  | 25 de noviembre de 2007 | México, D. F. | Dura          | Julia Cohen          | 6-1, 6-2      |

#### Finalista (3)
| N.º | Fecha                    | Torneo        | Superficie    | Oponente en la final | Resultado     |
| --- | ------------------------ | ------------- | ------------- | -------------------- | ------------- |
| 1.  | 11 de octubre de 1998    | Montevideo    | Tierra batida | Zsofia Gubacsi       | 6-0, 3-6, 4-6 |
| 2.  | 26 de septiembre de 1999 | Thessaloniki  | Carpeta       | Eleni Daniilidou     | 2-6, 2-6      |
| 3.  | 15 de octubre de 2006    | San Francisco | Dura          | Ashley Harkleroad    | 2-6, 3-6      |